# Surströmming

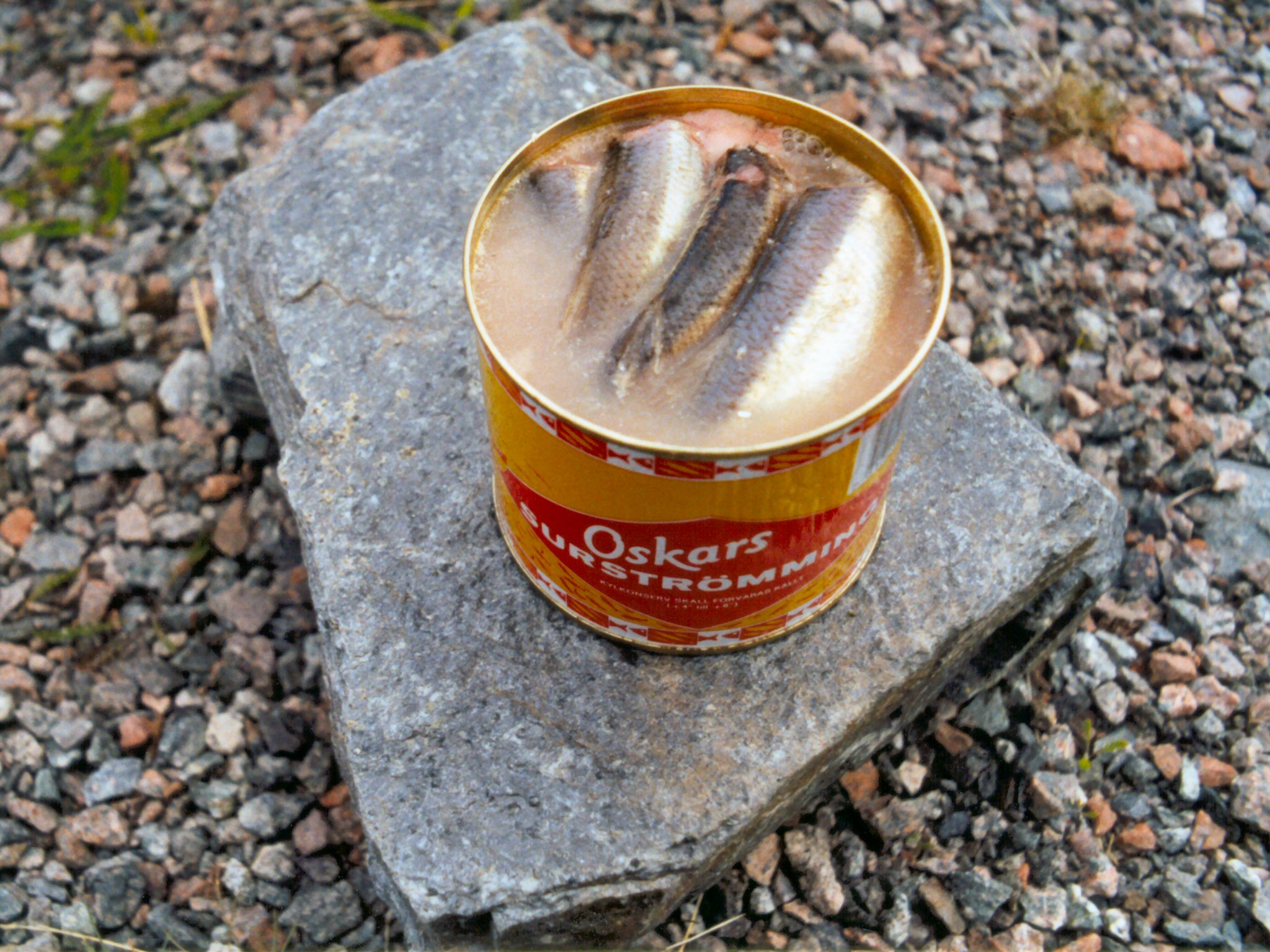
Lata aberta de surströmming na salmoura

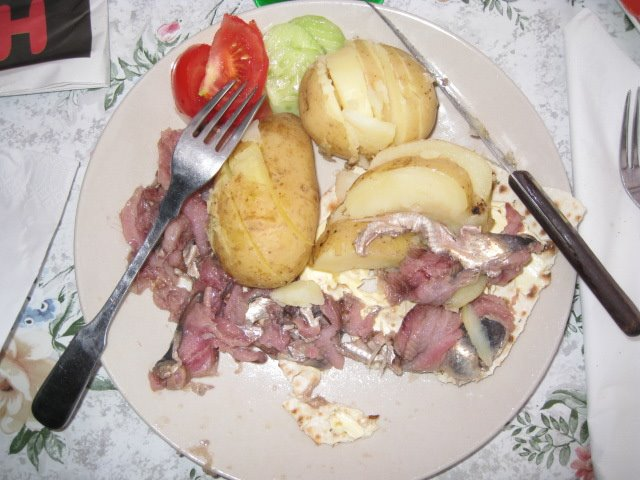
Surströmming com batata cozida

Surströmming é um alimento sueco que consiste em peças de arenques do Báltico fermentados em salmoura com pouco sal. Integra a culinária tradicional do norte da Suécia desde fins do século XVI.
Na preparação da salmoura, é usado sal em quantidade suficiente apenas para impedir que o peixe apodreça (decomposição química). Um processo de fermentação (que converte o açúcar em ácidos, gases e álcool) de pelo menos seis meses confere ao peixe ligeiramente salgado um cheiro forte característico e um sabor ácido.
O arenque do Báltico, conhecido como strömming em sueco, é menor que o arenque do Atlântico, encontrado no mar do Norte, sendo normalmente capturado nas águas do estreito de Kalmar, na primavera, antes de atingir a idade adulta. É fermentado em barris durante entre um a dois meses. Em seguida, é enlatado, mas não pasteurizado ou esterilizado. A fermentação continua, assim, dentro das latas, fazendo-as inchar após aproximadamente seis meses, através do aumento da pressão. É comum encontrar estas latas inchadas em supermercados por toda a Suécia.
As latas, quando abertas, soltam um forte cheiro. Devido a este fato, geralmente as refeições com este prato são feitas ao ar livre. No entanto, abrir a lata embaixo da água atenua o odor, além de evitar que a pessoa que abra a lata seja molhada com salmoura, já que o processo de fermentação aumenta a pressão no interior da lata.
É referido por alguns como sendo apenas peixe podre que cheira a peixe podre. Outros defendem que se trata da melhor das iguarias.
Em abril de 2006, diversas companhias aéreas (como a Air France e a British Airways) proibiram o surströmming em seus aviões, afirmando que as latas pressurizadas são potencialmente explosivas. Com isso, o produto não está mais à venda no aeroporto de Estocolmo. Os produtores de surströmming afirmam que é um mito dizer que uma lata de peixe pode explodir.

## Processo químico
A fermentação tem início numa enzima de ácido lático na espinha do peixe, por autólise. Em conjunto com bactérias, são formados ácidos de cheiro forte no peixe, tais como ácido propiónico, ácido butírico e ácido acético. Também é produzido sulfureto de hidrogénio. O sal aumenta a pressão osmótica da salmoura para um nível superior ao que as bactérias responsáveis pelo apodrecimento (decomposição de proteínas) conseguem suportar e impede a decomposição das proteínas do peixe em oligopeptídios e aminoácidos. Estas condições favorecem o surgimento de bactérias Haloanaerobium, que decompõem o glicogénio do peixe, tornando-o ácido.